# 小笠原安広
小笠原 安広（おがさわら ひろかつ）は、戦国時代の武将。徳川家康の家臣。

## 略歴
信濃守護家小笠原氏の傍流で三河国幡豆郡を本領とする小笠原安次の嫡男。
元亀年間に父安次は隠居し、安広は若くして家督を継承した。元亀3年（1572年）三方ヶ原の戦いに出陣するが、この戦いで大叔父の小笠原広元・河内や家臣7人が戦死し、自らも奮戦の後に討死した。享年19。家督は父の安次が再登した後、実弟の広勝に継承された。